# Edwin B. Willis
Edwin B. Willis (Decatur, 28 de janeiro de 1893 — Los Angeles, 26 de novembro de 1963) é um diretor de arte estadunidense. Venceu o Oscar de melhor direção de arte em oito ocasiões: por Blossoms in the Dust, Gaslight, The Yearling, Little Women, An American in Paris, The Bad and the Beautiful, Julius Caesar e Somebody Up There Likes Me.